# Natàlia Ustínova
Natàlia Ustínova   (Taixkent, 22 de desembre de 1944) és una nedadora uzbeka, ja retirada, especialista en estil lliure, que va competir sota bandera soviètica durant la dècada de 1960.
El 1964 va prendre part en els Jocs Olímpics d'Estiu de Tòquio, on va disputar dues proves del programa de natació. Fent equip amb Svetlana Babanina, Svetlana Babanina i Tatyana Devyatova guanyà la medalla de bronze en els 4x100 metres estils, mentre en els 100 metres lliures quedà eliminada en sèries. Quatre anys més tard, als Jocs de Ciutat de Mèxic, va disputar dues proves del programa de natació. En cap d'elles arribà a la final.
En el seu palmarès també destaca una medalla d'or en els 4x100 metres lliures del Campionat d'Europa de natació de 1966, formant equip amb Natalya Sipchenko, Antonina Rudenko i Tamara Sosnova, i tres campionats nacionals: un en els 4x100 metres lliures (1963) i dos en els 100 metres lliures (1964 i 1968). Entre 1962 i 1968 aconseguí batre fins a setze rècords nacionals soviètics.